# Nicolò Castagna
Nicolò (o Niccolò) Castagna, barone di Monforte (... – Messina, 1424), è stato un nobile e politico italiano vissuto tra la fine del XIV secolo e l'inizio del XV.

## Biografia
Figlio del dominus Stefano, ignota è la sua data di nascita, ed apparteneva ad antica nobile famiglia stabilitasi a Messina in epoca sveva. Di professione mercante, in un documento dell'aprile 1394 compare col titolo di consigliere del re di Sicilia Martino il Giovane, di cui fu un fedele servitore.
Dal 1396 al 1404, fu tesoriere del Regno di Sicilia, e nel 1398-99, fu capitano della terra di Santa Lucia. Castagna, esponente di primo piano della nobiltà civica di Messina, acquistò numerosi feudi, per gran parte situati nei pressi della città zancleana: nel 1398, acquistò Saponara, confiscata a Guglielmo Raimondo Moncada, marchese di Malta e Gozo; nel 1402 acquistò i feudi di Graniti, Nucifora e Granvilla, appartenuti ad Enrico Rosso, conte di Aidone; nel 1405, per 785 onze, da Giovanni Cruyllas, il feudo di Monforte, che gli procurò il titolo di barone. Nel 1407, dovette però vendere il feudo di Biscari, nel Val di Noto, che possedeva dal febbraio 1397. A lui appartenevano inoltre i feudi di Calvaruso, Rappano, Mauroianni, San Pietro Rocca, Murbano, Bauso, Sant'Andrea, Condrò.
Castagna fu Maestro Razionale del Regno nel 1404-11, ambasciatore del Regno di Sicilia nella Corona d'Aragona presso la corte del Re Ferdinando I nel 1412, stratigoto di Messina nel 1413-14, e su nomina fatta dal re Alfonso V d'Aragona, viceré di Sicilia nel 1421-22, insieme a Giovanni de Podio e Arnaldo Ruggero de Pallars, finché non venne sostituito da Ferdinando Velasquez.
Morì a Messina nel 1424, senza lasciare discendenti, e nel possesso di tutti i suoi beni feudali gli succedette la nipote Pina Castagna, figlia di una sua sorella e sposata con Matteo Bonifacio, nominata per testamento erede universale. Nel medesimo testamento, il Barone di Monforte dispose inoltre la realizzazione a Messina, nella zona detta "dei Fiorentini" dove egli risiedeva, di un ospedale e di una chiesa intitolata al culto della Beata Vergine a cui era devoto.